# Brigitta I. van Tussenbroek
Brigitta Ine van Tussenbroek (Países Bajos) es una científica holandesa especializada en biología y ecología de pastos marinos y macro-algas. Es reconocida porque estableció el Laboratorio de Pastos Marinos en la Unidad Académica de Sistemas Arrecifales del Instituto de Ciencias del Mar y Limnología de la Universidad Nacional Autónoma de México, para investigar la ecología de vegetaciones marinas en el Caribe mexicano.

## Trayectoria académica
Es maestra en Biología por la Universidad de Utrecht y tiene un doctorado en la Universidad de Liverpool obtenido con el tema La Biología del sargazo gigante (Macrocystis pyrifera) en la Islas Malvinas.    
Es investigadora titular de la Unidad Académica de Sistemas Arrecifales  en Puerto Morelos, en el laboratorio de pastos marinos, con la línea de investigación: biología y ecología de pastos marinos y macroalgas. Asimismo es investigadora titular B, PRIDE C, integrante del Sistema Nacional de Investigadores nivel II.  
Desde 2015 estudia las afluencias masivas de sargazo y su impacto sobre los pastos marinos y aguas costeras, por ello es parte del Consejo Asesor de la Agenda para atención al sargazo del Consejo Nacional de Ciencia y Tecnología.   
Ha producido más de sesenta artículos científicos, seis capítulos de libro y un libro, además de haber sido responsable de dirigir más de treinta tesis de licenciatura, maestría y doctorado.